# Klåstads församling
Klåstads församling var en församling i Linköpings stift i nuvarande Vadstena kommun. Församlingen uppgick omkring 1550 i Sankt Pers församling.
Kyrkan belägen i Klosterstad var en rundkyrka uppförd omkring år 1200 och ödelagd vid en brand på 1560-talet. Vid undersökningar har en ännu äldre kyrka funnits, en stavkyrka från 1000-talets första hälft.

## Administrativ historik
Församlingen har medeltida ursprung och ingick i ett pastorat med Vadstena stadsförsamling som moderförsamling. Församlingen uppgick omkring 1550 i Sankt Pers församling.